# Volos NFC
El Volos NFC es un equipo de fútbol de Grecia que juega en la Super Liga de Grecia, la primera división de fútbol en el país.

## Historia
Fue fundado el 2 de junio de 2017 en la ciudad de Volos de la región de Magnesia luego de la fusión de los equipos Taxa y Petros Kitros con el fin de que la ciudad volviera a tener un equipo de fútbol.
El club adquiere la plaza del Pydna Kitros en la Gamma Ethniki para la temporada 2017/18, en la cual termina en primer lugar del grupo 4, clasificando al playoff de ascenso y logrando la promoción a la Beta Ethniki como segundo lugar del grupo solo detrás del Iraklis de Tesalónica.
En la temporada 2018/19 es campeón de la Beta Ethniki, por lo que logra el ascenso a la Superliga de Grecia por primera vez.

## Palmarés
- Beta Ethniki: 1

2018/19